# Caringin (Cisoka)
Caringin is een bestuurslaag in het regentschap Tangerang van de provincie Banten, Indonesië. Caringin telt 8435 inwoners (volkstelling 2010).